# Melano
Melano è una frazione di 1 457 abitanti del comune svizzero di Val Mara nel Canton Ticino, nel distretto di Lugano.
Originariamente comune autonomo, il 10 aprile 2022 si è fuso con Maroggia e Rovio per creare il comune di Val Mara.

## Geografia fisica

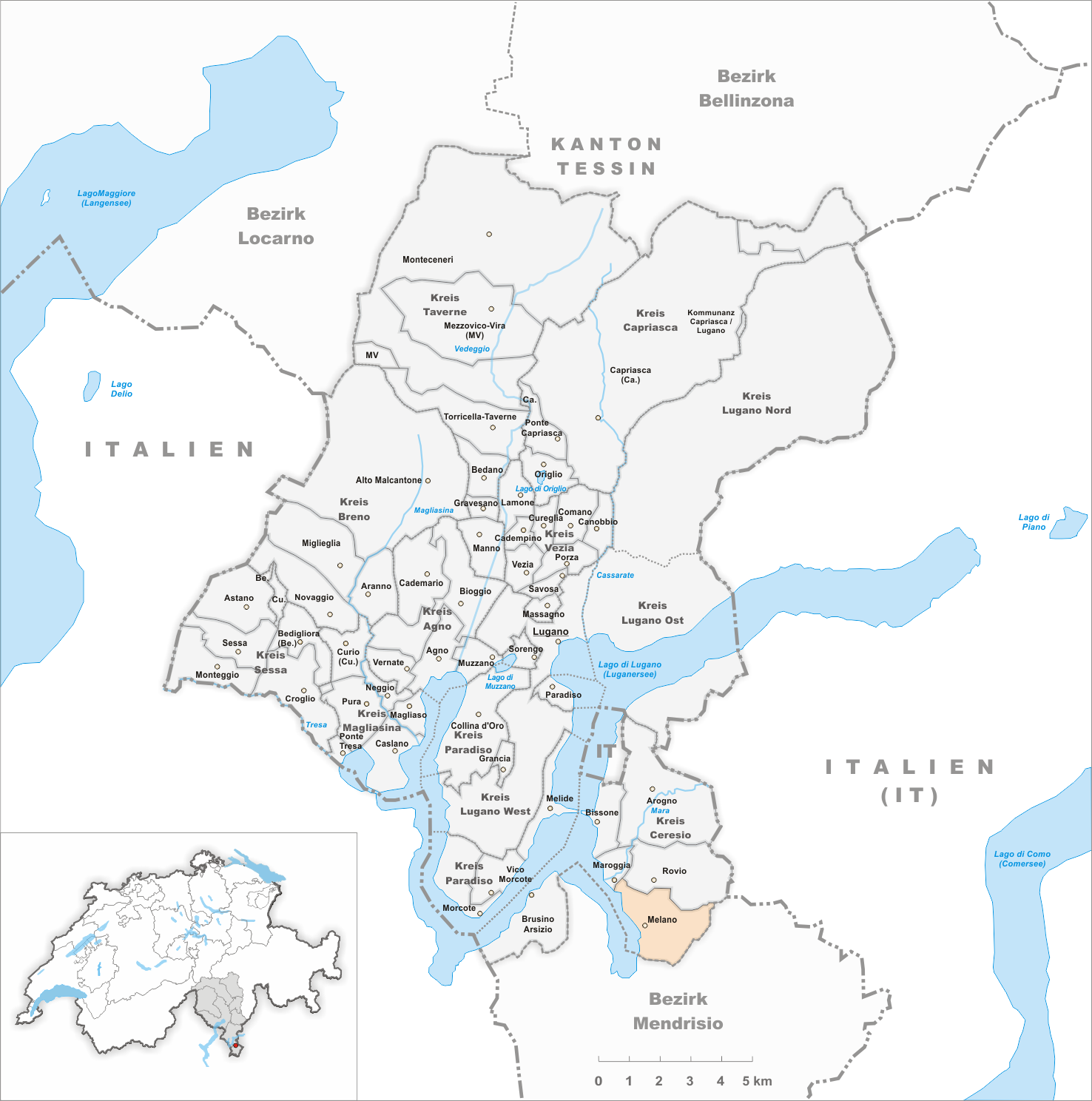
Mappa dell'ex comune di Melano

Melano si affaccia sul Lago di Lugano.

## Monumenti e luoghi d'interesse
- Chiesa parrocchiale di Sant'Andrea, attestata dal XV secolo[1];
- Santuario della Madonna del Castelletto, attestato dal XIV secolo[1].
- Casa Canavesi, risalente al XVII secolo.[2]

## Società

### Evoluzione demografica
L'evoluzione demografica è riportata nella seguente tabella:
Abitanti censiti

### Etnie e minoranze straniere
La popolazione svizzera nel 2010 era composta da 1 000 unità, pari al 74,74% della popolazione. La comunità straniera più importante presente nel comune è rappresentata da quella italiana con 225 abitanti (66,6% degli stranieri, 16,8% della popolazione).

## Infrastrutture e trasporti

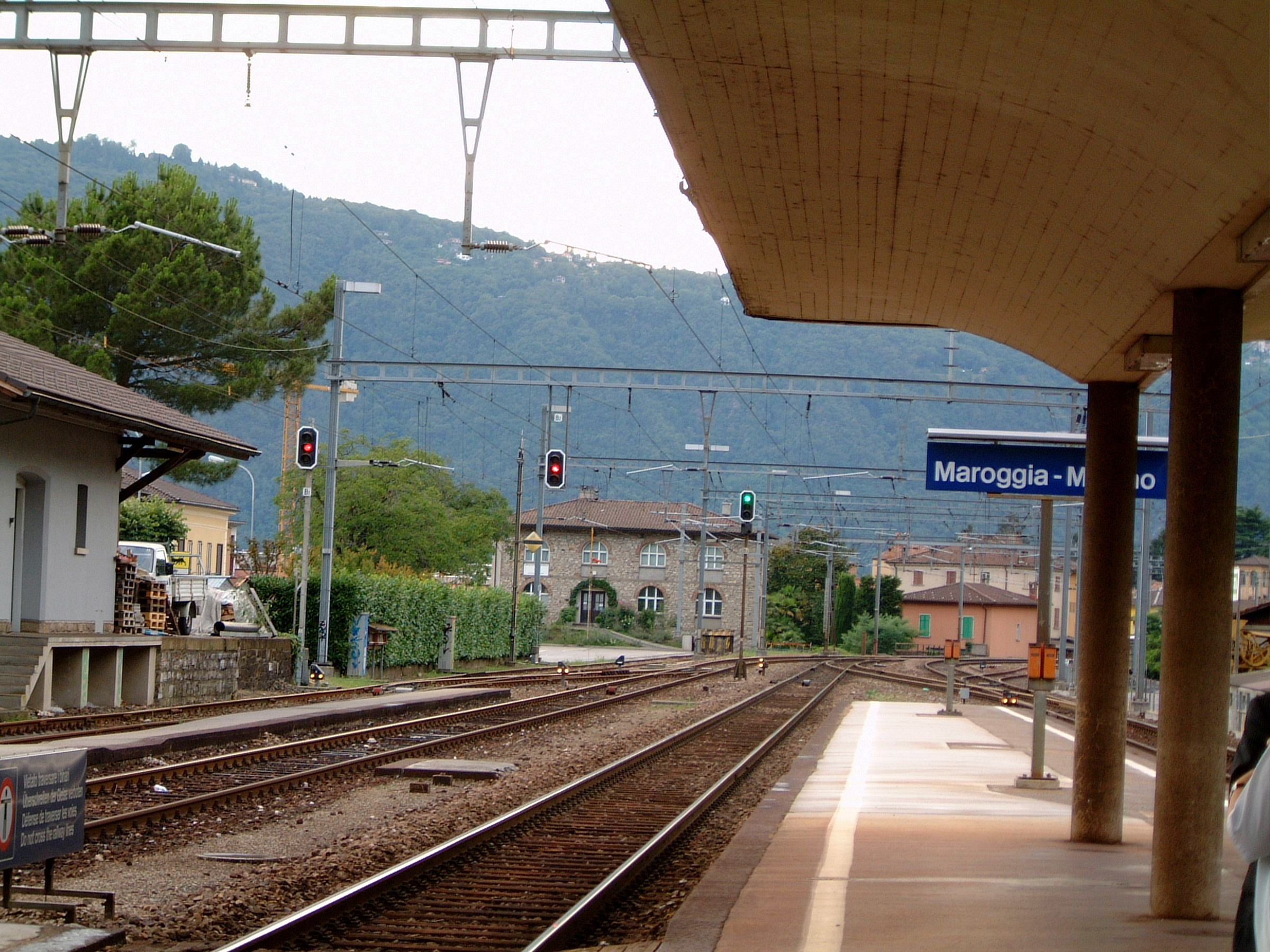
La stazione di Maroggia-Melano

Il paese è servito dalla stazione di Maroggia-Melano della ferrovia del Gottardo.

## Amministrazione
Ogni famiglia originaria del luogo faceva parte del cosiddetto comune patriziale e aveva la responsabilità della manutenzione di ogni bene ricadente all'interno dei confini del comune.